# Jazda kozacka

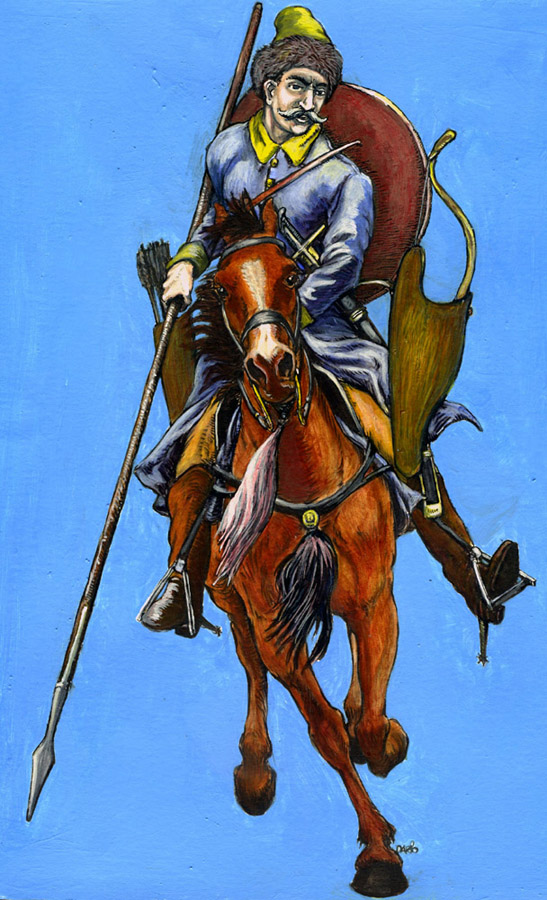
Żołnierz jazdy kozackiej w bitwie pod Lubiszewem (1577)

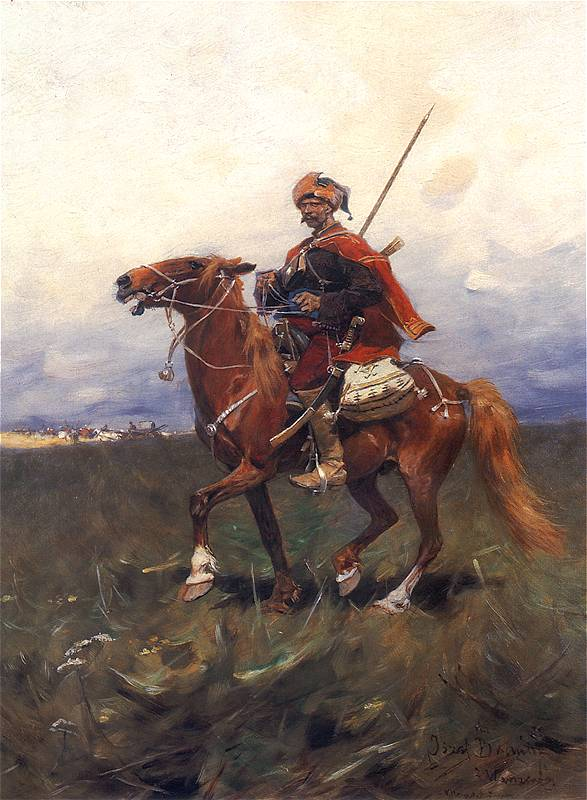
Petyhorec wg Józefa Brandta

Jazda kozacka (tak zwani kozacy, semeni, czeremisi) – lekko i średniozbrojna jazda w Rzeczypospolitej Obojga Narodów, używana zazwyczaj jako wsparcie husarii w XVI i XVII wieku będąca poprzednikiem pancernych i odpowiednikiem petyhorców z Wielkiego Księstwa Litewskiego.

## Uzbrojenie
Lekka jazda kozacka była drugim po husarii, ale nie mniej ważnym elementem armii polsko-litewskiej. Żołnierze ci uzbrojeni byli w szable, łuki, broń palną (pistolety, bandolety), a niekiedy czekan. Z czasem zaczęli wkładać kolczugi, rzadziej bechtery (zbroja pochodzenia wschodniego, wykonana z prostokątnych żelaznych płytek połączonych ze sobą żelaznymi kółkami) oraz misiurki (blaszane denko chroniące czubek głowy z siatką metalową opadającą na kark i barki) i kaptury kolcze (z niewielkich pierścieni podobnie jak kolczugi), a także lekkich, okrągłych tarcz tak zwanych kałkanów (pochodzenia mongolsko-tatarskiego). Tak chronionych, po dodaniu im jeszcze broni drzewcowej zwano pancernymi. Na Litwie istniała lokalna odmiana jeźdźców kozackich zwana petyhorcami, a jej dodatkowym wyposażeniem były rohatyny (czasami kopie).

## Rekrutacja
Zaciąg towarzyski do tej formacji przebiegał analogicznie jak w przypadku husarii. Rotmistrz dostawał od króla lub hetmana list przypowiedni na zaciągnięcie określonej ilości wojska, o odpowiednim wyposażeniu i na określony czas. Brał do służby wybranych przez siebie towarzyszy. Przybywali oni z pocztem o liczebności zależnej od ich możliwości finansowych. Żołd był dzielony pomiędzy towarzyszy a jego wysokość była uzależniona od wielkości pocztu. Członków pocztu nazywano pocztowymi, którzy posiadali dodatkowy obowiązek ochrony towarzysza. Rotmistrze zazwyczaj pochodzili z bogatszej szlachty. Liczebność chorągwi wahała się od 50 do 200, ale najczęściej około 100 żołnierzy, a poczty zazwyczaj były dwu lub trzykonne. Oficerami danej chorągwi byli rotmistrz, porucznik i chorąży. Koszt utrzymania i wyekwipowania jazdy kozackiej był niższy niż cięższej jazdy kopijniczej, co owocowało stałą tendencją zwiększania liczby oddziałów tej formacji na niekorzyść husarii. Pod koniec XVI wieku jazda kozacka stanowiła mały odsetek całości kawalerii, około 10%. W drugiej połowie XVII wieku było to już więcej niż 60% całej jazdy.

## Taktyka
Pod koniec XVI wieku, w czasach ostatnich Jagiellonów i późniejszych królów elekcyjnych, jazda kozacka używana była w bitwach do wspierania uderzeń husarii, oskrzydlania, rozbicia lub ostatecznego zniszczenia przełamanego przez husarię frontu przeciwnika. Na Ukrainie wykorzystywano ją do walk przeciwko Tatarom, szczególnie w prywatnych wojskach magnackich.